# Mordfall Raven Vollrath
Raven Vollrath (* 22. Juli 1980; † in der Nacht vom 23. auf den 24. Dezember 2005 in Zöblen) war ein deutscher Saisonarbeiter und Mordopfer. Die Umstände seines Todes wurden erst durch Recherchen der Eltern mit Hilfe der österreichischen Fernsehsendung Thema um den Journalisten Zoran Dobrić aufgeklärt. Das Fehlverhalten der Tiroler Behörden wurde dabei vollumfänglich kritisiert.

## Mordfall
Der aus Ilmenau in Thüringen stammende Raven Vollrath arbeitete als Saisonarbeiter in Tirol und lebte kurzfristig bei seinem guten Freund Markus H. und dessen Mutter Gabriele S. direkt neben der Liftanlage im Skigebiet Zöblen. Am 23. Dezember 2005 wurde er letztmals in der Nähe der Unterkunft gesehen. Die Eltern wandten sich bereits nach kurzer Zeit an die Polizei, diese weigerte sich jedoch, auch Wochen nach seinem spurlosen Verschwinden, zu ermitteln.
Am 10. Juni 2006, rund ein halbes Jahr nach seinem Verschwinden, entdeckten deutsche Touristen in einem Flussbett in der Nähe seiner Unterkunft die halbverweste Leiche Vollraths auf einer Matratze liegend. Diese war nur mit Socken, einer Unterhose und einem kurzärmligen T-Shirt bekleidet. Die Tiroler Behörden entwickelten die These, dass Vollrath schwer alkoholisiert und nur mit Socken an den Füßen sein Zimmer am Morgen mit jener Matratze verlassen habe. Anschließend habe er die zweieinhalb Kilometer lange Distanz über eine Straße zu Fuß überwunden und sich letztlich in einem Bachbett auf jener Matratze schlafen gelegt, woraufhin er nach kurzer Zeit bei einer Temperatur von −11 °C erfroren sei. Der Tiroler Rechtsmediziner Walter Rabl führte die Obduktion durch und konnte keinerlei Anzeichen für ein Fremdverschulden entdecken. Die Staatsanwaltschaft schloss daraufhin den Fall und Vollraths Eltern, unzufrieden mit der Arbeit der Polizei, forschten selbst weiter.
Im Mai 2007 wandten sich die Eltern an die österreichische Fernsehsendung Thema, welche auf ORF 2 ausgestrahlt wird. Der Journalist Zoran Dobrić nahm sich des Themas an und stellte bereits nach kurzer Zeit Versäumnisse der Polizei fest, da diese nahezu niemanden zu dem Verschwinden Vollraths befragt hatte. Sein Freund Markus H. wurde erst sieben Wochen nach dem letzten Lebenszeichen Vollraths befragt, während die Mutter sowie die späteren Finder seines Leichnams nie einvernommen wurden. Das Auto war auch Wochen danach unversperrt vor der Unterkunft geparkt und wurde genauso wie das Zimmer, in dem er sich am Tag seines Verschwindens aufhielt, nie auf Spuren untersucht. Auf einem Foto des Leichnams, welches von Rabl bei der Obduktion geschossen wurde, waren offensichtlich zwei Löcher im Brustbereich des T-Shirts des Mordopfers erkennbar, welche zu einer hohen Wahrscheinlichkeit mit einem spitzen Gegenstand verursacht worden waren. Dieses T-Shirt war noch in der Rechtsmedizin verbrannt worden und konnte somit nicht mehr untersucht werden. Weitere Beweise führen schließlich zu dem Wiederaufrollen des Falles durch die Tiroler Staatsanwaltschaft.
Auf Basis der Recherchen von Dobrić wurde schließlich Gabriele S. am 19. Februar 2008 im deutschen Kempten zum Tod von Raven Vollrath befragt, bestritt aber vorerst jegliches Wissen über dessen Schicksal. Bei einer erneuten Vernehmung eine Stunde später räumte sie ein, dass ihr Sohn Markus H. in der Nacht zum 24. Dezember 2005 mit Vollrath in einen Streit geriet. Dieser sei eskaliert, und H. habe daraufhin mehrmals mit einem Messer auf Vollrath eingestochen. Daraufhin sei der Leichnam von Mutter und Sohn in dessen Auto verbracht worden. Beide seien über die deutsche Grenze gefahren, um sich dort der Leiche zu entledigen. Dies sei jedoch fehlgeschlagen, und sie seien zurück zu ihrer Wohnung gefahren, wo sie das Auto stehenließen. In den Abendstunden des 24. Dezembers habe Markus H. die Leiche zum späteren Fundort geschleift. H. wurde später in Deutschland verhaftet und wegen Mordes angeklagt.
Vor dem Prozess ließen die Eltern Vollraths Leiche in Ilmenau exhumieren. Bereits bei bloßem Betrachten der Leiche wurden Schnittspuren und Verletzungen entdeckt, welche von einem Messer stammten. Rabl gab später an, er habe die Löcher sowie die Verletzungen schlichtweg nicht gesehen und verwies darauf, dass die Untersuchung der Kleidung durch die kriminaltechnische Abteilung durchzuführen und nicht seine Aufgabe sei. Am 25. September 2008, beinahe drei Jahre nach dem Mord, fand der Prozess gegen Markus H. im Landgericht Meiningen statt. H. schwieg wie seine Mutter zu den Vorwürfen. Die schlechte Ermittlungsarbeit der Tiroler Behörden wurde auch im Gericht kritisiert, da fehlende Beweise und andere Versäumnisse den Indizienprozess erschwerten. Am 18. Dezember wurde Markus H. wegen Totschlags zu acht Jahren Freiheitsstrafe verurteilt. Im Jahr 2012 wurde eine Klage der Eltern gegen die Republik Österreich auf einen Schadenersatz in Höhe von 120.000 Euro abgewiesen.

## Aufarbeitung
Die Versäumnisse der Tiroler Behörden verarbeitete Zoran Dobrić in einem Thema-Beitrag, welcher am 22. Dezember 2008 auf ORF2 ausgestrahlt wurde. Dafür erhielt er am 28. Mai 2009 vom damaligen Bundespräsidenten Heinz Fischer den Robert-Hochner-Preis.
Der Mordfall wurde in der Fernsehsendung Tatsache Mord? Auf der Spur des Verbrechens auf Sat.1 behandelt und unter dem Titel Der Fall Raven Vollrath: War es Mord? am 24. August 2016 ausgestrahlt.
Der Fall wurde erneut im Rahmen der RTL-True-Crime-Sendung Ausgerechnet Ich – Im Visier des Verbrechens am 24. März 2022 behandelt. In der halbdokumentarischen  Falldarstellung wurden zeitgenössische Originalaufnahmen mit Interviews und mit Schauspielern gedrehte Szenen gemischt.